# Trevor Morgan
Trevor Morgan (født 26. november 1986 i Chicago i USA) er en amerikansk skuespiller. Han er bedst kendt som Tommy Tammisimo	i Den sjette sans, Nathan Martin i The Patriot, og Eric Kirby i Jurassic Park III.